# Coscinia fortestrigata
Coscinia fortestrigata är en fjärilsart som beskrevs av Karl Schawerda 1929. Coscinia fortestrigata ingår i släktet Coscinia och familjen björnspinnare. Inga underarter finns listade i Catalogue of Life.